# François Augustin Regnier de Jarjayes
François-Augustin Reynier de Jarjayes, född 1745 i Hautes-Alpes, död 1822 i Paris, var en fransk general.